# Ocinara malagasy
Ocinara malagasy is een vlinder uit de familie van de echte spinners (Bombycidae). De wetenschappelijke naam voor de soort is voor het eerst geldig gepubliceerd in 1965 door Pierre Viette.
De soort komt voor in het Afrotropisch gebied.